# Christian Mayer (astronom)
Christian Mayer, född 20 augusti 1719 i Mederitz nära Brünn i Mähren, död 16 april 1783 i Mannheim, var en tysk astronom och medlem i jesuitorden.
Mayer var till en början lärare inom jesuitorden i Aschaffenburg och blev därefter professor i matematik och fysik vid universitetet i Heidelberg. Han inrättade observatoriet i Mannheim där han genomförde en rad astronomiska observationer. Han var en av de första som uppmärksammade dubbelstjärnorna, av vilka han upptäckte och systematiskt undersökte ett flertal. Genom dessa arbeten blev han en föregångare till William Herschel. Hans mest kända arbete blev Gründliche verteidigung neuer beobachtungen von fixsterntrabanten, welche zu Mannheim auf der kurfürstl. sternwarte entdeckt worden sind (1779).